# Hofland benoorden de Zuwe
Het waterschap Hofland benoorden de Zuwe  was een klein waterschap in de Nederlandse provincie Utrecht bij de plaats Mijdrecht.
Zuwe verwijst naar de Mijdrechtse Zuwe. Het noordelijke gebied heeft een open karakter en is in tegenstelling tot Hofland bezuiden de Zuwe niet bebouwd.